# Sinopodisma protrocula
Sinopodisma protrocula är en insektsart som först beskrevs av Zheng, Z. 1980.  Sinopodisma protrocula ingår i släktet Sinopodisma och familjen gräshoppor. Inga underarter finns listade i Catalogue of Life.